# Dicranomyia (Caenoglochina) singularis
Dicranomyia (Caenoglochina) singularis is een tweevleugelige uit de familie steltmuggen (Limoniidae). De soort komt voor in het Neotropisch gebied.